# Ismail Isa
Ismail Isa Mustafa (in bulgaro Исмаил Иса Мустафа?; Tărgovište, 6 febbraio 1989) è un calciatore bulgaro di origine turca, attaccante del Černo More Varna e della nazionale bulgara.

## Carriera

### Club

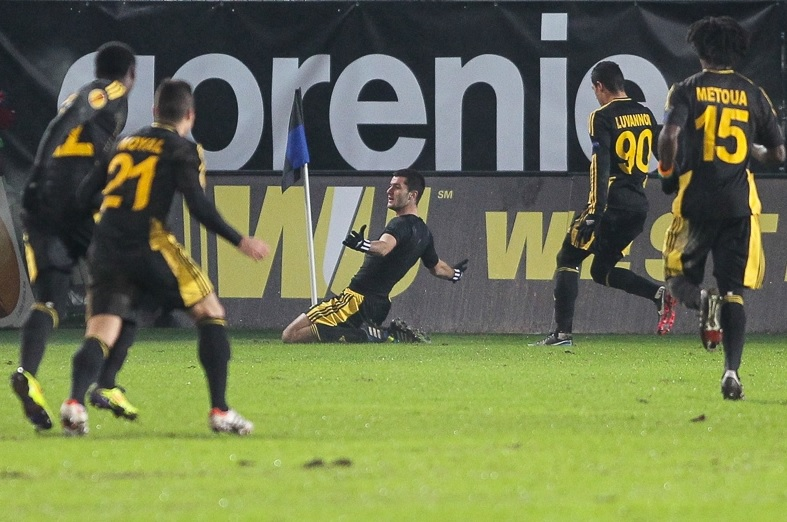
Isa esultante dopo un gol europeo con la maglia dello

Debutta nel calcio professionistico con la maglia dell'Haskovo. Nel 2008 viene acquistato dal Levski Sofia, squadra con cui debutta in una partita contro il Lokomotiv Plovdiv persa per 1-0. Il Levski Sofia lo presta allo Sliven per la stagione 2008-09. Il 2 agosto 2009 viene nuovamente mandato in prestito per tutta la stagione, questa volta al Lokomotiv Mezdra. Nel giugno 2011 si trasferisce in Turchia al Karabükspor. Dopo un prestito all'Elazığspor, nell'estate 2012 è tornato in Bulgaria, ingaggiato dal Liteks Loveč; con 11 reti segnate si è piazzato al quinto posto della classifica marcatori dell'A Profesionalna Futbolna Grupa 2012-2013. Nel 2013 si è trasferito in Moldavia, firmando un contratto con lo Sheriff Tiraspol.

### Nazionale
Ha collezionato qualche presenza con la nazionale bulgara Under-19, una con l'Under-21 e 9 con la nazionale maggiore.

## Palmarès

### Club

#### Competizioni nazionali
- Campionato bulgaro: 1

Levski Sofia: 2008-2009
- Supercoppa di Bulgaria: 1

Levski Sofia: 2009
- Campionato moldavo: 1

Sheriff Tiraspol: 2013-2014
- Coppa di Moldavia: 1

Sheriff Tiraspol: 2014-2015
- Supercoppa di Moldavia: 2

Sheriff Tiraspol: 2013, 2015